# Cielo S.A.
Cielo S.A. ist der größte brasilianische Kredit- und Debitkartenbetreiber sowie eines der größten Unternehmen für Zahlungssysteme in Lateinamerika. Cielo zählt 1,8 Mio. Karteninhaber zu seinen Kunden.
Je 28,65 % der Anteile werden von der Banco Bradesco und der Banco do Brasil gehalten.

## Historie
Die Gesellschaft wurde im November 1995 begründet, als Visa Inc., und die Banken Bradesco, Banco do Brasil, ABN Amro Real (später in der Santander Brasil aufgegangen) und die ehemalige Banco Nacional sich über ein Joint Venture verständigten, eine gemeinsame Infrastruktur zu schaffen und dass alle Banken nunmehr die VisaNet-Karte ausgeben, anstelle dass jede Bank eine separate technologische Lösung zur Verarbeitung von Kreditkartentransaktionen verwendet. So wurde die Companhia Brasileira de Meios de Pagamento ("Brasilianische Gesellschaft für Zahlungsarten") ins Leben gerufen. Das Unternehmen adoptierte dann den Handelsnamen "VisaNet", eine Marke die von Visa International lizenziert wurde.
Am 1. Juli 2010 wurde VisaNet in Cielo ("Himmel") umbenannt und war nun nicht mehr der einzige Prozessor von Visa-Karten in Brasilien, nachdem die brasilianische Regierung eine neue Regelung einführte. Hauptkonkurrent Rede wurde nun ebenso erlaubt Visa-Karten zu verarbeiten und Cielo durfte danach Mastercard, Diners Club und andere Karten verarbeiten, die bisher nur von Redecard getätigt wurden.